# Bor Turel
Bor Turel, slovenski skladatelj, zvokovni umetnik in glasbeni urednik, * 5. februar 1954, Ljubljana.
Bor Turel je že trideset let najvidnejši slovenski skladatelj eksperimentalne in elektroakustične glasbe. Po študiju kompozicije na Akademiji za glasbo v Ljubljani pri profesorju Urošu Kreku je nadaljeval s študijem na oddelku za elektroakustično glasbo Conservatoire National Superieur de Musique v Parizu, udeležil se je tudi mojstrskih tečajev elektroakustične glasbe oddelka za elektronsko glasbo montrealske univerze v Orfordu v Kanadi, v Salzburgu in mestu Marly-le-Roy v Franciji. V letu 1992 je bil gostujoči skladatelj v elektronskem studiu Visoke šole za glasbo in dramsko umetnost v avstrijskem Gradcu. Turelova elektroakustična in druga dela so bila izvedena že na vrsti pomembnih mednarodnih festivalov sodobne glasbe, kot so Biennale des jeunes in Journées audiovisuelles internationales v  Parizu, Zagrebški glasbeni bienale, Mednarodni Rostrum elektroakustične glasbe, festival ISMEAM v Sárvárju na Madžarskem, Svetovni glasbeni dnevi v Københavnu, Dunajski dnevi sodobne glasbe, Prix Italia, Evropski mesec kulture v Ljubljani, festival sodobne glasbe Klangspuren v Innsbrucku in festival Synthèse v Bourgesu.
Turel se je že med študijem na ljubljanski akademiji ločil od klasicističnih vzorov in dela oblikoval v smislu svobodne politonalnosti in atonalnosti. Vzporedno s sodelovanjem v gledališki skupini Nomenklatura (1973-1977), je potekala dokončna prekinitev s tradicijo pod vplivom evropske avantgarde, ameriške eksperimentalne glasbe in minimalizma. V svoje delo je začel vključevati tudi posnete zvočne materiale, kar je kasneje postalo njegovo osrednje področje delovanja. Leta 1974 je v okviru Nomenklature nastal prvi zvočno-gledališki happening (Zvok, ne jezi se, 18. 6., Festivalna dvorana), leta 1976 pa je v sodelovanju z Radiem Študent organiziral in s sodelavci izvedel prvi koncert eksperimentalne glasbe (Nom-Om, 20. december, Festivalna dvorana). Med letoma 1974 in 1978 je deloval na Radiu Študent z oddajami o etnični in eksperimentalni glasbi (Zvok sveta, Zvočne raziskave). Leta 1977 je postal član Društva slovenskih skladateljev.
V letih 1977 do 1981 je deloval kot ustanovitelj in vodja skupine za eksperimentalno glasbo SAETA, s katero je v skupinskem ustvarjanju razvijal organizirano in svobodno improvizacijo. Po vrnitvi iz Pariza (1983) se je dokončno preusmeril v elektroakustično glasbo in ustvaril vrsto skladb za različne instrumente v povezavi z elektroniko ali za trak solo. V svojih elektroakustičnih delih oblikuje ustvarjalno poetiko tako, da izhaja iz zvočnega sveta kot kompleksa zvočnih objektov in hkrati zvoka kot substance brez prioritet in gradi strukture skladb kot zvočne scenarije, s poudarkom na dramaturgiji glasbene kompozicije.
Bor Turel vse življenje deluje kot samostojni umetnik - skladatelj eksperimentalne in elektroakustične glasbe. Svoje delo predstavlja na koncertih, instalacijah in performansih in pri intermedialnih projektih sodeluje z video umetniki, slikarji in animatorji. Od leta 1992 je stalni sodelavec programa Ars Radia Slovenija, kjer z ustvarjanjem oddaj oblikuje program o elektroakustični glasbi Po poteh elektroakustične glasbe in oddaje ars acustica. Od leta 2000 je tudi član mednarodne ekspertne skupine Ars Acustica. Leta 1988 je pri založbi Helidon v seriji »Slovenski solisti« izšla vinilna plošča s posnetkoma elektroakustične skladbe Sonotranjosti in suite J. S. Bacha za violončelo solo z radikalnim in inovativnim pristopom do snemanja klasične glasbe, ki jo je oblikoval z violončelistom Vladimirjem Kovačičem. Leta 1995 je izdal prvi CD album Brez hitrosti brez hrupa, prvo slovensko avtorsko ploščo, v celoti posneto z elektroakustično glasbo. Leta 2004 pa je izšel dvojni CD-album Aedon, na katerem predstavlja segmente vseh področij svoje glasbene ustvarjalnosti.
Bor Turel je predsednik elektroakustične sekcije Društva slovenskih skladateljev, kjer je pripravil izdajo prve CD-plošče: Antologija slovenske elektroakustične glasbe - in nastanek vrste novih elektroakustičnih skladb. CD-ploščo Oscilacije v ateljeju z elektroakustično glasbo sedmih slovenskih skladateljev je leta 2005 predstavil na prestižnem festivalu elektroakustične glasbe Synthèse v Bourgesu v Franciji.
V zadnjem času se osredotoča na ustvarjanje avdio in radiofonske umetnosti, predvsem projektov ars acustica in ambientalnih glasbenih del, ki temeljijo na poetičnem besedilu ter na komponiranje skladb za instrumente in elektroakustični posnetek. Med njimi je skladba Play-Spiel za pihalni kvintet Slowind in elektroakustični posnetek, ki je doživela prvo izvedbo na Festivalu sodobne glasbe Klangspuren v Innsbrucku v Avstriji, leta 2004.
Skladatelj je leta 2004 v samozaložbi izdal dvojni CD-album Aedon, na katerem predstavlja dela različnih področij svoje glasbene ustvarjalnosti. Bor Turel se je leta 2005 uspešno udeležil mednarodnega tekmovanja Prix Italia v Milanu, kjer se je s Suito radiofonskih slik zvočnih pokrajin Pohorja - Glasovi pokrajine, v preobrazbah - v kategoriji Radio Music uvrstil med tri finaliste.
Bor Turel živi in ustvarja v Mariboru in Ljubljani. Leta 2008 je prejel nagrado Prešernovega sklada, 2020 pa Kozinovo nagrado Društva slovenskih skladateljev.
Področja ustvarjanja Bora Turela
- elektroakustična glasba za instrument in trak ali za solo trak
- arsakustična dela
- radiofonska glasbena dela
- komorna glasba
- avdiovizualna, večpredstavnostna in eksperimentalna glasba
- konceptualna glasbena dela

### Diskografija
- LP:
  - Slovenski solisti: Vladimir Kovačič, Bor Turel, Helidon 1987-1988
- CD
  - Brez hitrosti brez hrupa, izdano v samozaložbi, 1995
  - Aedon - dvojni CD-album, izdano v samozaložbi, 2004
  - kompilacijska CD-plošča: Oscilacije v ateljeju - Antologija slovenske elektroakustične glasbe: Amarcord: Zlata doba, Edicije DSS, 2005
  - kompilacijska CD-plošča: Stičišča zvočnih svetov - Nova slovenska elektroakustična glasba 2000-2006: Oda v višave zazrtemu grbu, Edicije DSS, 2007
  - Zvočne pripovedi: Suita Glasovi pokrajine, v preobrazbah, in Oda v višave zazrtemu grbu 2, ZKP RTVS, december 2007
- Urednik izdaj CD-plošč:
  - Sodobna slovenska glasba za tolkala, ZKP RTVS, 2002
  - Spominjanja: Marijan in Marjana Lipovšek, ZKP RTVS, 2001
  - Oscilacije v ateljeju - Antologija slovenske elektroakustične glasbe 1965-1997, Edicije DSS, 2005
  - Stičišča zvočnih svetov - Nova slovenska elektroakustična glasba 2000-2006, Edicije DSS, 2007